# Boucantrin
Le Boucantrin est un fromage français, fabriqué en Rhône-Alpes. 
C'est la version pasteurisée du célèbre Rocamadour.

## Fabrication
Le Boucantrin est un fromage à base de lait de vache. Il possède une pâte molle à croûte naturelle.

## Dégustation
Son arôme est laiteux, avec une légère touche de noisette. Les saveurs évoluent fortement quand le fromage mûrit.

### Vins conseillés
- Vins d'accompagnement : blancs secs parfumés
- Cahors (Malbec)